# Rickshaw con tracción humana

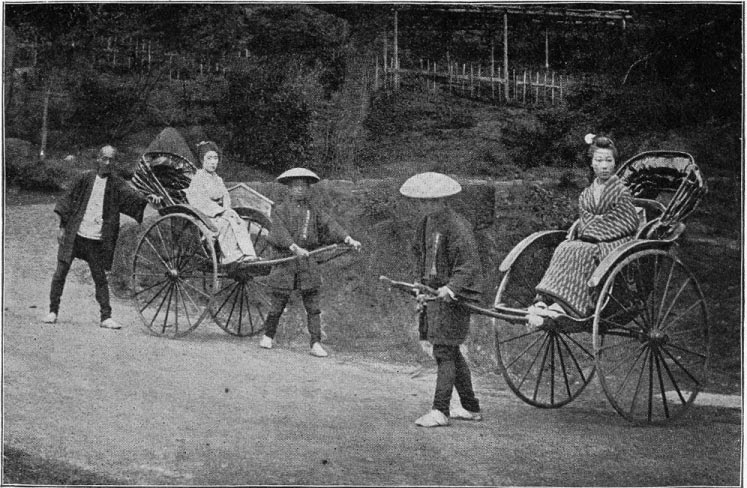
Rickshaws japoneses c.1897.

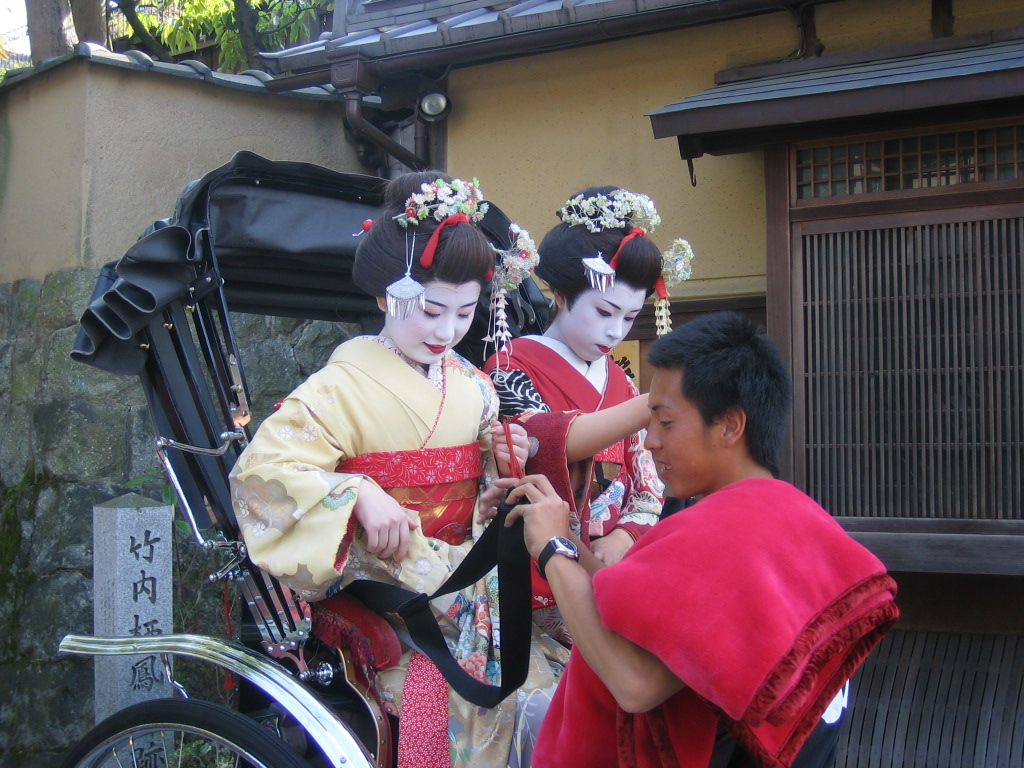
Turistas vestidas como maiko en un rickshaw en Kioto, Japón.

Un rickshaw con tracción humana (o ricksha) es un modo de transporte con propulsión humana en el cual una persona empuja un carro de dos ruedas con capacidad para una o dos personas.
En los últimos tiempos el uso de rickshaws de propulsión humana  ha sido desalentado o prohibido en muchos países, debido a la preocupación por el bienestar  de los trabajadores de rickshaw. Estos han sido sustituidos principalmente por ciclo rickshaw y autorickshaws.

## Orígenes
Se cree que el rickshaw fue inventado en Japón en la década de 1860, en el comienzo de un período de avances técnicos. En el siglo XIX, los rickshaws con propulsión humana se convirtieron en un modo de transporte barato y popular en diversos países de Asia.
Los campesinos que emigraron a las grandes ciudades asiáticas, a menudo trabajaron inicialmente como corredor de rickshaw. Según algunos comentaristas el arrastrar ricksaw fue "la más mortífera de las ocupaciones en el Oriente, [y] la más degradante para el ser humano."
La popularidad del rickshaw en Japón disminuyó en la década de 1930 con la llegada de los sistemas de transporte a base de motores, como los automóviles y los trenes. En China, la popularidad de este vehículo comenzó a decaer en la década de 1920. Mientras que en Singapur, su popularidad aumentó durante el siglo XX. Había aproximadamente 50,000 rickshaws en 1920 y ese número se duplicó en 1930.

## Descripción
Los primeros rickshaws eran de hierro forjado, con ruedas de madera y el pasajero iba sentado en asientos planos y duros. En el siglo XIX y principios del siglo XX los neumáticos de caucho, asientos acolchados con resortes y respaldos mejoran el confort del pasajero. También se le añadieron otras características, tales como luces.

En la ciudad de Shanghái, los rickshaws de uso público fueron pintados de amarillo para diferenciarlos de los vehículos privados de los ciudadanos ricos, y fueron descritos como:
... siempre brillantes, se mantenían cuidadosamente, y lucían 'un doble asiento tapizado de blanco impecable, una manta limpia para el regazo, y una lona de protección amplia para proteger al pasajero (o los pasajeros, ya que a veces hasta tres personas viajaban juntos) de la lluvia
Los rickshaws eran un medio conveniente para desplazarse, capaz de atravesar las sinuosas calles estrechas de la ciudad. Durante la temporada de monzones, los pasajeros podían desplazarse, por encima de las calles inundadas. El rickshaw permitía realizar viajes de puerta a puerta, a diferencia del servicio público de autobuses y tranvías.

## Resumen por países

### África

#### Este de África
En la década de 1920, fue utilizado en Bagamoyo, Tanga, Tanzania y otras zonas de África Oriental para las distancias cortas.

#### Madagascar

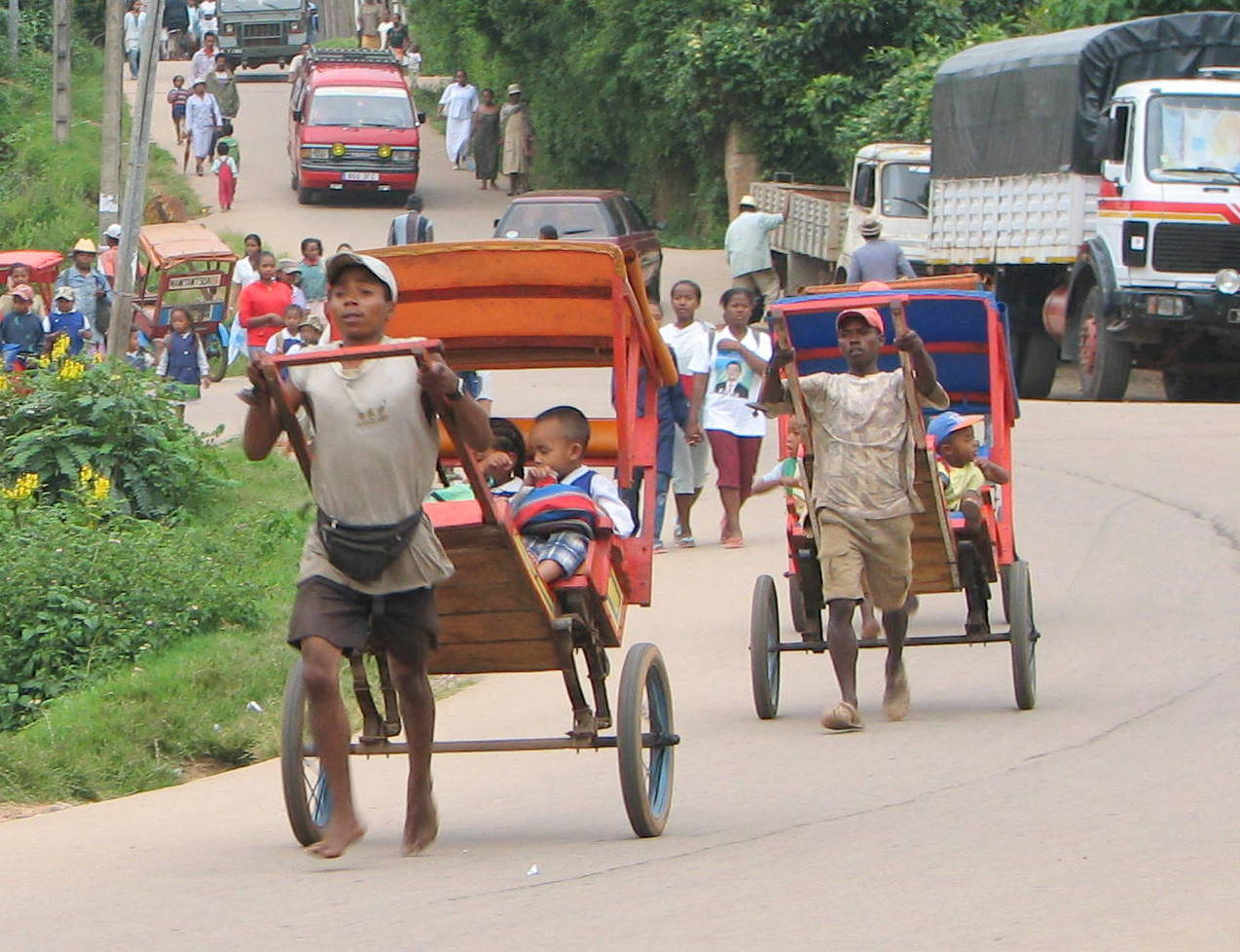
Pousse-pousse en Madagascar

Los rickshaws, conocidos como pousse-pousse, fueron introducidos por misioneros británicos. La intención era eliminar el palanquín asociado a la esclavitud. Su nombre pousse-pousse, que significa empujar-empujar, se debía a la necesidad de tener a una segunda persona para empujar la parte posterior del rickshaw en las carreteras montañosas de Madagascar. Son una forma común de transporte en varias ciudades de Madagascar, especialmente Antsirabe, pero no se encuentran en los pueblos o ciudades con calles muy empinadas. Los carros son similares a los rickshaws chinos y a menudo presentan una decoración luminosa.

#### Nairobi
Los rickshaws operaron en Nairobi a principios del siglo XX; hubo una huelga de arrastradores allí en 1908.

#### Sudáfrica
Durban es famoso por sus icónicos tiradores de rickshaw Zulú navegando por toda la ciudad. Estos personajes coloridos son famosos por sus sombreros y trajes gigantes y vibrantes. Había cerca de 2.000 hombres registrados que tiraron de rickshaws en Durban en 1904; Desplazados por el transporte motorizado, quedan aproximadamente 25 rickshaws que principalmente atienden a los turistas de hoy.

### Asia

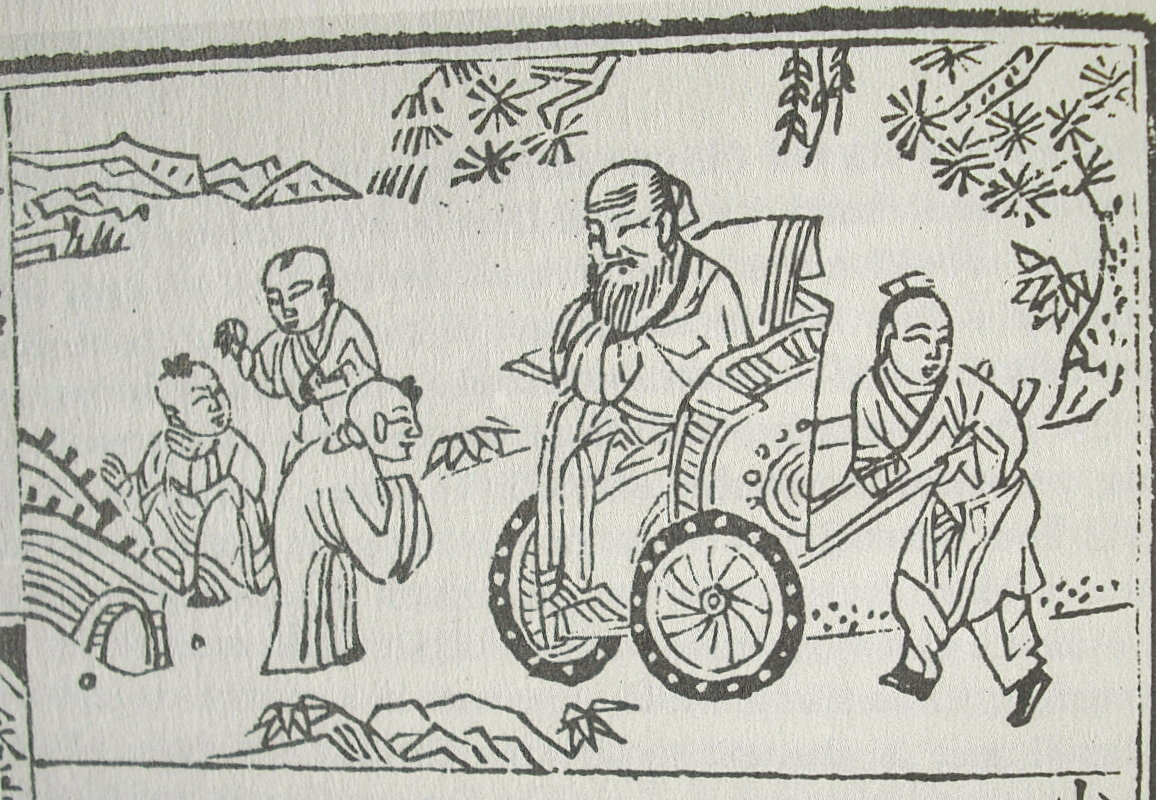
Confucio (transportado en un carro con ruedas) y niños, imaginados por un artista chino del. Presumiblemente, el diseño es similar a los vehículos utilizados en ese momento. (Ilustración de un libro para niños, Xiao er lun, 1680)

#### China
En China, desde la antigüedad y hasta el siglo XIX, las personas ricas e importantes, cuando viajaban por tierra, eran comúnmente transportadas en literas llevadas por portadores, en lugar de en vehículos de ruedas. lo que se debe, al menos en parte, por las condiciones de las carreteras.

Se piensa que estas literas (o "palanquines") fueron introducidos en Europa occidental desde China (o Asia Oriental en general) en el siglo XVII.
 Sin embargo también había, los carros de ruedas para uno o dos pasajeros, empujados (en lugar de tirado, como un rikshaw) por un sirviente

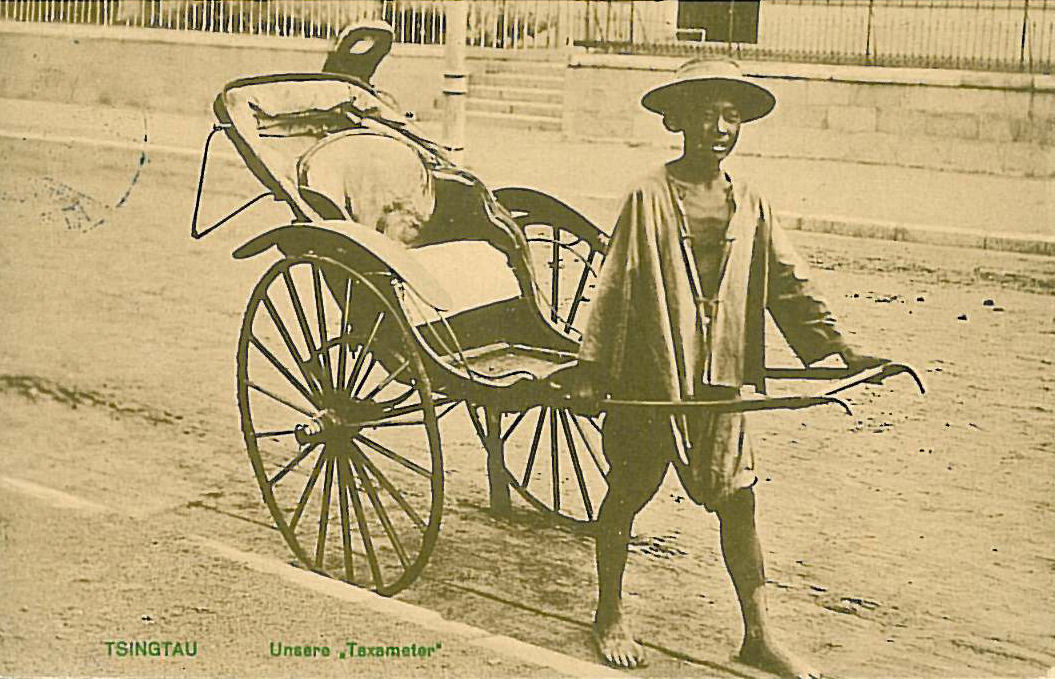
Rickshaw y su conductor en Qingdao, c. 1914.

El rickshaw (pronunciado renliche en chino) fue visto por primera vez en China en el año 1886, y fue usado para el transporte público en 1898. Los vehículos japoneses o del "oriente externo" era comúnmente llamados dongyangche.
El transporte en rickshaw fue un elemento importante en el desarrollo urbano de China en el siglo XX, como medio de transporte, fuente de empleo y facilitando la migración de los trabajadores. Según el autor David Strand:
Sesenta mil hombres tomaban medio millón de pasajeros al día en una ciudad de poco más de un millón de habitantes. El sociólogo Li Jinghan estimó que uno de cada seis varones en la ciudad entre las edades de dieciséis y cincuenta años era un tirador. Los hombres de rickshaw y sus dependientes constituían casi el 20 por ciento de la población de Beijing.
La industria de rickshaw de Shanghái comenzó en 1874 con 1.000 rickshaws importados de Japón. En 1914 había 9.718 vehículos. Los tiradores eran un gran grupo de trabajadores pobres de la ciudad: 100.000 hombres jalaron rickshaws a principios de la década de 1940, contra 62.000 a mediados de la década de 1920.
La mayoría de los rickshaws manuales, un símbolo de la opresión de la clase obrera, fueron eliminados en China después de la fundación de la República popular de China en 1949.

#### Indonesia

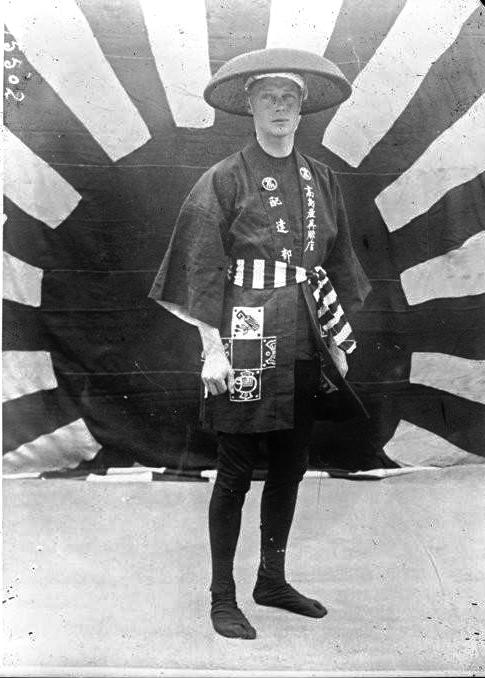
Edward, Príncipe de Gales disfrazado como Jinrikishafu (Hombre Ricksa japonés) en una fiesta en 1922.

##### Hong Kong

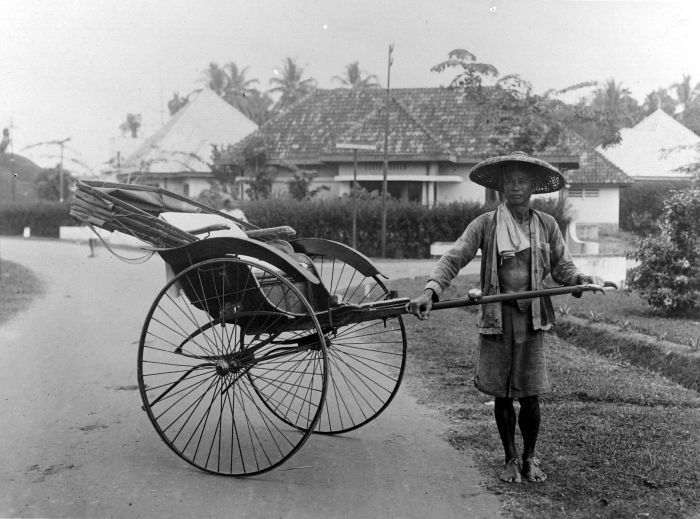
Un hombre chino posando junto a su rickshaw, Medan, Indonesia 1936

Los rickshaws fueron importados por primera vez a Hong Kong desde Japón en 1880. Fueron una forma popular de transporte durante muchos años, alcanzando un máximo de 3.000 en la década de 1920. Sin embargo, su popularidad comenzó a decaer después de la II Guerra Mundial. Desde 1975 no se han expedido nuevas licencias para los rickshaws, y sólo unos cuantos viejos, cuatro a partir de 2009,  aún llevan una licencia. Se ha informado de que sólo uno de ellos todavía ofrece paseos en rickshaw en El Pico, sobre todo para los turistas.

#### India
Alrededor de 1880, los rickshaws aparecieron en India, primero en Simla. En el cambio de siglo fue introducido en Kolkata (Calcuta), India y en 1914 fue un transporte de alquiler.

##### Disponibilidad del servicio
Aunque en India la mayoría de las ciudades ofrecen el servicio de  rickshaw motorizados, los rickshaws tirados a mano existen en algunas áreas, tales como Kolkata, "el último bastión de los rickshaws tana accionados por el hombre". De acuerdo a Trillin, la mayoría de los rickshaws de Kolkata sirven a la gente "sólo una pizca por encima de la pobreza" que tienden a viajar distancias cortas. Sin embargo, en un reciente artículo, se indica que los rickshaws también transportan a los residentes de clase media que utilizan sus servicios por conveniencia y para viajes de corta distancia al mercado local. Los rickshaws son utilizados para el transporte de mercancías, compradores, y niños de escuela. también se utiliza como un "servicio de ambulancia de 24 horas." También según Hyrapiet y Greiner, los tiradores del rickshaw han actuado como educadores para los samaritanos de Calcuta que proporcionan la información crítica sobre HIV / AIDS debido a su acceso a los grupos marginados dentro de los distritos de la "Zona Roja" de Kolkata.
Los rickshaws son los más eficaces medios de transporte a través de las calles inundadas durante la temporada de los monzones. Cuando Kolkata se inunda, el negocio del rickshaw aumenta y los precios suben.
Los tiradores viven una vida de pobreza y muchos duermen bajo los rickshaws. Rudrangshu Mukerjee, un académico, declaró los sentimientos ambivalentes de muchas personas acerca de abordarlos: no le gusta ser llevado en un rickshaw pero no le gusta la idea de "quitarles su sustento".
Los vehículos de motor están prohibidos en la zona eco-sensibles de Matheran, una estación de colina turística cerca de Mumbai,  por lo que los rickshaws tirados por el hombre siguen siendo una de las principales formas de transporte en la zona.

##### Legislación
En agosto de 2005, el gobierno Comunista de Bengala Occidental, anunció planes para prohibir totalmente los rickshaws tirados, lo que resultó en protestas y huelgas de los tiradores. En 2006, el jefe del gobierno de Bengala Occidental, Buddhadeb Bhattacharya, anunció que los rickshaws tirados serían prohibidos y que los tiradores del rickshaw serían rehabilitados.[nota 5]

#### Japón
Hay varias teorías acerca de la invención del Rickshaw. El historiador japonés Seidensticker escribió sobre las teorías:
Aunque los orígenes del rickshaw no están del todo claros, parecen ser Japonés, y de Tokio específicamente. La teoría más aceptada ofrece el nombre de tres inventores, y da 1869 como la fecha de la invención.
A partir de 1870, el gobierno de Tokio emitió un permiso para Izumi Yosuke, Takayama Kosuke y Suzuki Tokujiro para construir y vender rickshaws.  En 1872, se convirtieron en el principal medio de transporte en Japón, con unos 40.000 rickshaws en servicio.
El renombre del rickshaw en Japón declinó por los años 30 con el advenimiento de formas automatizadas de transporte, como automóviles y trenes. Después de la Segunda Guerra Mundial, cuando la gasolina y los automóviles eran escasos, hicieron un regreso temporal. La tradición del rickshaw se ha mantenido viva en Kioto y en los distritos de geishas de Tokio solamente para los turistas, así como en otros lugares turísticos. La tradición desapareció por completo una vez, pero algunas personas revivieron los jinrikisha (los rickshaws con propulsión humana) para los turistas en los años 1970-1980 y los rickshaws se hicieron populares como recurso turístico en los años 2000. Los hombres de rickshaw modernos son una especie de guía turístico, que llevan a sus clientes a algunos lugares turísticos y explicar sobre ellos. Muchos de ellos son estudiantes y atletas de medio tiempo que les gusta correr o intercambiar culturas.

#### Malasia
Los rickshaws eran un modo común de transporte en las áreas urbanas de Malasia en el siglo XIX y principios del siglo XX, hasta que poco a poco fue sustituido por el bicitaxi.[cita requerida]

#### Pakistán
Los rickshaws halados y a pedal han sido prohibidos en Pakistán desde noviembre de 1949. Antes de la introducción de los autorickshaws en las ciudades, los coches de caballos (tongas) fueron una fuente principal de transporte público.

#### Singapur
Singapur había recibido sus primeros rickshaws en 1880 y poco después fueron prolíficos, haciendo un "notable cambio en el tráfico en las calles de Singapur" Las caretas de bueyes y los gharries fueron utilizados antes de la introducción de los rickshaws.
Muchas de las personas más pobres en Singapur a finales del siglo XIX eran personas no calificadas de ascendencia china. A veces se llama coolies, los hombres trabajadores encontraron que halar rickshaws era un nuevo medio de empleo. Los tiradores de rickshaw experimentaron condiciones de vida "muy precarias", pobreza y largas horas de trabajo duro. Los ingresos permanecieron sin cambios desde 1876 a 1926, alrededor de $ .60 por día.
La popularidad de este vehículo aumentó en el siglo XX. Había aproximadamente 50.000 rickshaws en 1920 y ese número se duplicó antes de 1930. Durante o después de la década de 1920 se constituyó un sindicato, llamado la Asociación del Rickshaw, para proteger el bienestar de los trabajadores.

### América del Norte

#### Estados Unidos de América

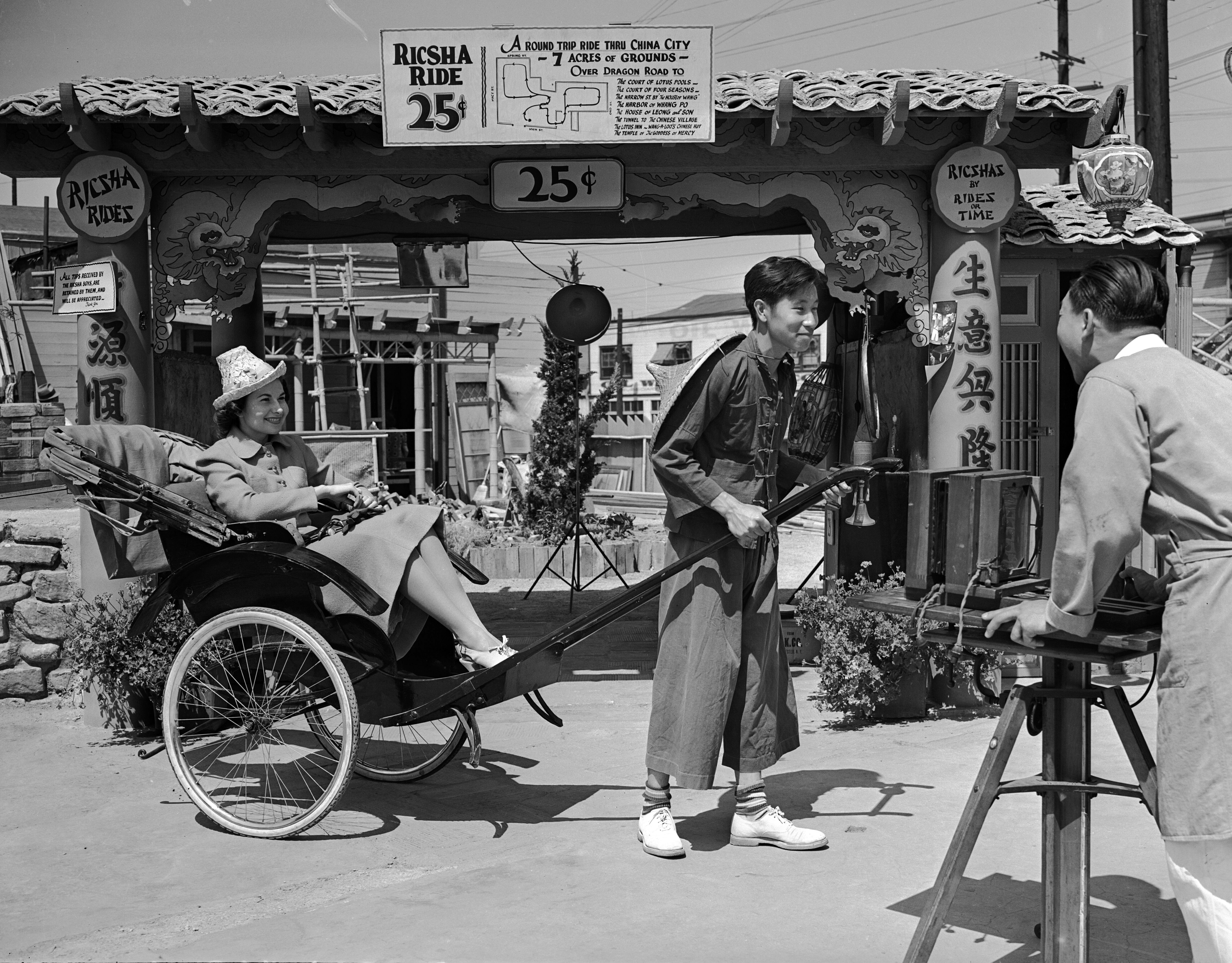
Un "Ricsha" pasea a un turista en el barrio chino de Los Ángeles, 1938

A partir de Una Historia de la Ciudad de Los Ángeles Mercado (1930-1950), los rickshaws tirados fueron operados en Los Ángeles por los adolescentes de secundaria durante ese período de tiempo.

#### Canadá
Los rickshaws accionados por los pies han disfrutado de varias décadas de popularidad en Halifax, Nueva Escocia; Además de proporcionar visitas al histórico Waterfront, los rickshaws también se utilizan ocasionalmente para el transporte de los residentes locales. La ciudad es la casa la compañía más vieja del rickshaw en Canadá.
Los rickshaws son un popular medio de transporte en el centro de Ottawa, Ontario, proporcionando tours del histórico Mercado Byward, en verano. Los rickshaws de Ottawa se mantienen fieles al tradicional modelo de rickshaw, pero cuentan con modernos sistemas de sonido.

## Libros, películas, televisión, música y arte moderno

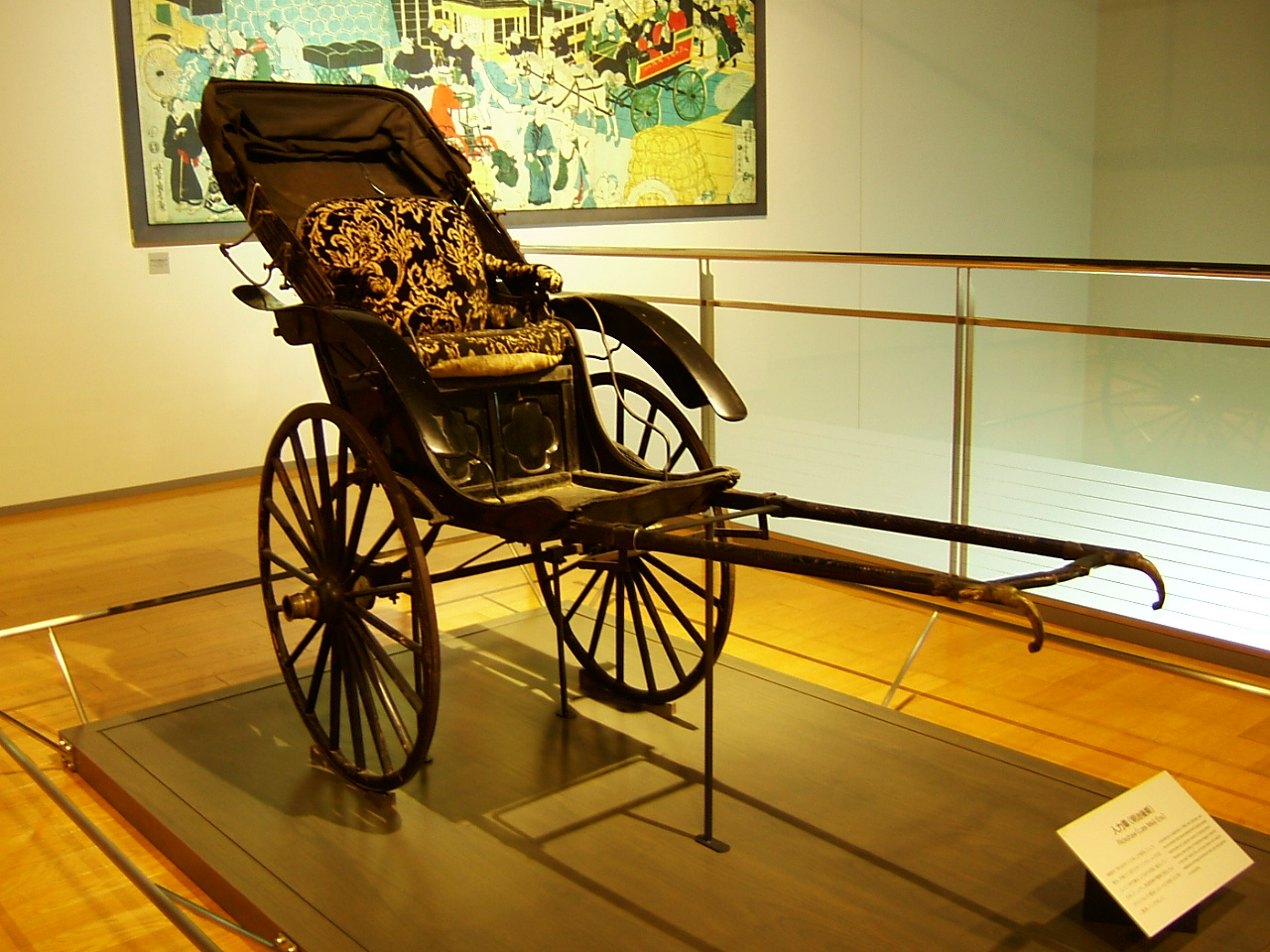
Rickshaw en un museo en Japón

- Una historia de Rudyard Kipling tiene el título El Rickshaw fantasma (1885). En este relato, un joven inglés tiene un romance a bordo de un barco con destino a la India. Él termina la aventura y se compromete con otra mujer, causando que su amada muera con el corazón roto. Al tiempo en unas excursiones por la ciudad de Simla, frecuentemente ve al fantasma de la difunta conducir alrededor en su rickshaw de paneles amarillos, aunque nadie más parece notar el fenómeno.[51]
- La novela de 1936 Rickshaw Boy es una novela de la autora china Lao She acerca de la vida de una ficción de Beijing hombre rickshaw. sobre la vida de un hombre que jalaba rickshaw en Beijing. La versión inglesa Rickshaw Boy se convirtió en un superventas estadounidense en 1945. Fue una traducción no autorizada que añadió un final feliz a la historia. En 1982, la versión original se convirtió en una película del mismo título.[52][53]
- En la década de 1940, Eddy Howard grabó una canción llamada The Rickety Rickshaw Man.[54]
- La película japonesa de 1958 Muhomatsu no issho de Hiroshi Inagaki cuenta la historia de un Matsugoro, un hombre de rickshaw que se convierte en un padre sustituto del hijo de una mujer que acaba de enviudar.[55]
- La película de Bollywood de 1953 Do Bigha Zameen, dirigida por Bimal Roy, describe el destino de un agricultor empobrecido que se convierte en un tirador de rickshaw en Kolkata.[56]
- En 1972, en la película Fist of Fury, Chen Jeh (interpretado por Bruce Lee) quien llevaba un sombrero de tulipán se hace pasar por un tirador de rickshaw mientras espera a que alguien salga del dōjō de Suzuki, en ese momento el señor Wu (interpretado por Paul Wei Ping-ao) sale borracho del dōjō —por beber sake— y despierta a Chen para que lo lleve en su rickshaw con dirección norte, pero éste lo lleva hacia un callejón sin salida; en ese momento Wu descubre que el tirador era en realidad Chen, quien lo levanta con todo y rickshaw para después lanzarlo a la acera y hacerlo confesar el crimen de su maestro. Al final Wu confiesa y le pide a Chen que no le mate, y Chen se va, pero en ese momento Wu agarra una piedra para lanzársela a Chen pero éste se da cuenta y lo mata con sus propias manos. Al final Chen deja el cuerpo de Wu colgado en la calle.
- En 1992, la película Ciudad de la Alegría (cuyo título se refiere a Kolkata), Om Puri interpreta a un tirador de rickshaw, revelando las dificultades económicas y emocionales que enfrentan estos trabajadores mal pagados en el día a día.[57]
- En el episodio La Librería de la comedia Seinfeld, Kramer y Newman importan rickshaws a la ciudad de Nueva York, con el propósito de dirigir un negocio. Pretenden emplear a miembros de la población sin hogar de la ciudad; Sin embargo, uno roba su rickshaw. Los dos recuperan el rickshaw, y Newman obliga a Kramer a transportarlo cuesta arriba, un viaje que Kramer no puede hacer.[58]
- En la novela de Pearl S. Buck de 1931, The Good Earth, el héroe Wang Lung deja su tierra para viajar hacia el sur durante una sequía. Él termina en la ciudad de Kiangsu, donde se convierte en un tirador de rickshaw con el fin de apoyar a su familia.[59]
- El pintor de grafiti y activista inglés Banksy retrata una representación modernizada de un rickshaw en una pieza donde un joven y su rickshaw (en blanco y negro) transporta una pareja rica en sobrepeso con un teléfono móvil (en color).[60]
- En el episodio 24 de la tercera temporada deThat '70s Show Kelso y Jackie mencionan un rickshaw que su amigo Fez tiene que tirar.[61]
- En la película francojaponesa de 1978 y basada en un hecho real que inspiró la historia escrita por Itoko Nakamura  El imperio de las pasiones , un tirador de rickshaw es asesinado por su esposa, atractiva y mucho más joven que él, y su amante enlazados por una tórrida relación.